# Gerijatrija
Gerijatrija (grč. γέρων - geron = stari + ιατρός, ιατρέιν - jatrein = liječiti) odnosno gerijatrijska medicina proučavanje je starenja i liječenje bolesti u svim njenim dimenzijama, uključujući i socijalne, ekonomske, demografske, psihološke, bioantropološke, kulturne, medicinske i druge. Gerijatrija je komponenta gerontologije, u aplikaciji liječenja posljedica starenja "osoba treće dobi".
Gerijatrijska medicina medicinska je specijalnost, koja se bavi tjelesnim promjenama tijekom bolesti, mentalnim, funkcijskim i socijalnim starenjem pacijenata, posebno za vrijeme akutnog, kroničnog zbrinjavanja, prevencije i rehabilitacije do kraja života. Ova grupa pacijenata obično uključuje više patoloških promjena i zahtijeva globalni pristup tretmanima.
Ovisno od individualnih okolnosti i stanja, osoba se mijenja u podmaklim godinama, a dijagnoza i odgovor na liječenje često su teški, a potreba za medicinskom, psihološkom i socijalnom pomoći neophodna je. Starije osobe odlikuje ranjivost koja je uvjetovana starenjem, bolestima, društvenim i psihološkim faktorima s posljedičnim slabljenjem mnogih funkcija. Česta je pojava koegzistencije nekoliko kroničnih bolesti iste osobe. Posljedice su kronična potrošnja više od četiri različita lijeka. Opterećenje godinama praćeno je i pojavom raznih invaliditeta (senzornih, motoričkih i intelektualnih nedostataka), što rezultira čestim pojavama neuropsiholoških problema (depresija, poremećaji karaktera, Alzheimerova bolest, Parkinsonova bolest, zaboravnost).
Gerijatrijska medicina odgovora na probleme starije dobi sveobuhvatnim medicinskim pristupom, čime se pristupa adekvatnom liječenju organa, u području interne medicine. Ona također pruža dodatnu zaštitu multidisciplinarnih timova, kojima je glavni cilj optimizacija funkcijskog statusa starijih pacijenata i poboljšanje kvalitete života i njihove samostalnosti.
Gerijatrijska medicina nije usmjerena na posebno definiranu starost podržavanih bolesnika, već se mora baviti konkretnim bolestima starijih osoba. Većina pacijenata je u dobi preko 65 godina, ali glavni izazovi gerijatrijske medicine povećavaju se posebno za grupu od 80 i više godina.